# Вольтье, Пьер
Пьер Вольтье́ (фр. Pierre Vaultier; род. 24 июля 1987 года, Бриансон, департамент Верхние Альпы) — французский сноубордист, двукратный олимпийский чемпион (2014 и 2018) и чемпион мира 2017 года в сноуборд-кроссе. 6-кратный обладатель Кубка мира в зачёте сноуборд-кросса.

## Карьера

### Юниорская
В 2005 году Вольтье дебютировал на юниорском чемпионате мира в Церматте, где сразу стал бронзовым призёром в кроссе. Более наград он там не завоёвывал.

### Взрослая
В Кубках мира участвует с сезона 2005/06, на подиум понимается исключительно в кроссе. 9 декабря 2005 года он впервые попал в тройку лучших на этапе в Уистлере, став вторым. На Олимпийских играх в Турине, однако, он стал лишь 35-м.
В следующем сезоне первым же его стартом на высшем уровне стал чемпионат мира в Арозе, где он показал 41-й результат. В том сезоне на его счету был также только один кубковый подиум — победа на заключительном этапе в Стоунхэме. Впрочем, по его итогам он занял третью позицию в зачёте дисциплины.
Кубок мира 2007/08, в котором Пьер выиграл два кросса и однажды стал вторым, принёс ему победу в малом зачёте и третье место в общем зачёте. Следующий же сезон он почти пропустил, стартовав лишь дважды, но, тем не менее, победив на этапе в Чапелко.
Из пяти кроссовых гонок Кубка мира 2009/10 Вольтье выиграл четыре, а в одной уступил лишь американцу Нэйту Холланду. Таким образом, к Олимпийским играм 2010 года в Ванкувере он подошёл в ранге мирового лидера в кроссе, также возглавляя и общий зачёт Кубка мира в паре с австрийцем Беньямином Карлом. Тем не менее, на олимпийской трассе Сайпресс-Маунтин он выбыл на стадии четвертьфинала.
На Олимпийских играх 2014 года в Сочи выиграл все 4 заезда в сноуборд-кроссе (1/8 финала, 1/4 финала, 1/2 финала и финал) и стал олимпийским чемпионом. В финале француз опередил россиянина Николая Олюнина и американца Алекса Дейболда.
В марте 2017 года на чемпионате мира в Сьерре-Неваде в возрасте 29 лет наконец сумел стать чемпионом мира, уже будучи олимпийским чемпионом и многократным обладателем Кубка мира. В финале Пьер был быстрее Лукаса Эгибара и Алекса Пуллина.
На Олимпийских играх 2018 года в Пхёнчхане в сноуборд-кроссе показал лучший результат в квалификации. В полуфинале Пьер упал (как и три других сноубордиста), но смог подняться, финишировать третьим и выйти в финал. В этом заезде Николай Олюнин получил травму голени и не смог добраться до финиша. В финале Вольтье ушёл вперёд со старта и опередил австралийца Джаррида Хьюза и испанца Рехино Эрнандеса и выиграл второе олимпийское золото в карьере.
10 марта 2018 года в Москве последний раз в карьере попал в тройку лучших на этапе Кубка мира, уступив в финале только австрийцу Алессандро Хеммерле. По итогам сезона 2017/18 шестой раз в карьере выиграл зачёт сноуборд-кросса в Кубке мира.
Не выступал с декабря 2018 года. В декабре 2020 года в возрасте 33 лет объявил о завершении карьеры после многомесячных попыток восстановиться от артрита колена, из-за которого провёл около 12 месяцев на костылях.

## Награды
- Кавалер ордена Почётного легиона (18 апреля 2014 года)[13].
- Офицер ордена «За заслуги» (11 апреля 2018 года)